# Štěrboholy
Štěrboholy (německy Sterbohol) jsou městská čtvrť a katastrální území Prahy o rozloze 296,93 ha, které jako jediné tvoří městskou část Praha-Štěrboholy. Leží na území městského obvodu Praha 10. Přenesenou působnost státní správy zde vykonává městská část Praha 15 v rámci stejnojmenného správního obvodu.

## Charakter čtvrti
Štěrboholy jsou malá čtvrť. Leží mezi dvěma výpadovkami – na Kutnou Horu (Černokostelecká ulice) a na Kolín (Českobrodská ulice). Díky dostupnosti na veřejnou hromadnou dopravu a služby se jedná o čtvrť s jednou nejvíce se rozvíjející bytovou výstavbou v Praze posledních let. Staví se zde mnoho rodinných domů a bytové domy v lokalitách Malý Háj, Pod Areálem, Laudonova, Dragounská a K Učilišti.
V roce 2006 se zde otevřel víceúčelový sportovní areál. (HAMR Sport Štěrboholy) Jeho součástí je hřiště s umělou trávou třetí generace a dva tenisové kurty. Největší dominanta sportovního areálu je víceúčelová hala se 14 kurty na badminton. V městské části jsou aktivní i dvě sportovní organizace SK Viktoria Štěrboholy, fotbalový klub se zázemím, a obnovil zde činnost i TJ SOKOL Štěrboholy. Dalšími organizacemi jsou Rodinné centrum KLUBIŠTĚ z.s., Čtyřlístek dětěm z.s., Předškolka Kulíškov a spolek Štěrboholští.
Na západní okraj území Štěrbohol zasahuje hostivařsko-malešická průmyslová zóna.

### Obchody
Na západ od obytné části mezi Štěrboholskou radiálou a Černokosteleckou ulicí leží od konce 90. let 20. století velké nákupní centrum Europark s hypermarkety (OBI, Albert, Asko nábytek). V listopadu 2007 bylo v jeho těsné blízkosti otevřeno velké outletové centrum na severovýchod od silniční křižovatky Průmyslové a Štěrboholské radiály (Fashion Aréna Prague outlet). Koncem roku 2018 bylo otevřeno další obchodní centrum – Retail Park Štěrboholy (se supermarkety Lidl ).
Ve Štěrboholech je několik autosalonů.

## Historie čtvrti
Nejstarší zpráva o vsi Štěrboholy pochází z roku 1371. V té době náležela pražskému arcibiskupství. Kromě církevního majetku byl zde i svobodný dvůr, ve kterém se počátkem 15. století nacházela tvrz. Štěrboholy se staly známé za sedmileté války – 6. května 1757. Ten den proběhla bitva u Štěrbohol (v cizojazyčných zdrojích označovaná jako bitva u Prahy), v níž Fridrich II. Veliký porazil rakouská vojska Karla Alexandra Lotrinského. V bitvě padl vynikající pruský maršál Kurt Christoph von Schwerin – Fridrich to okomentoval poznámkou, že jeho smrtí povadly vavříny vítězství, poněvadž takhle zaplatil za vítězství až příliš velkou cenu. Obec Štěrboholy byla připojena k Praze v roce 1968.

## Doprava

### Veřejná doprava
Obytná část Štěrbohol je obsluhována  autobusovou linkou (163, 204, 208, 228 a noční spoj 903) od stanice metra Depo Hostivař. Obchodní centra, která se nachází v západní části této městské části, jsou obsluhovány dalšími autobusovými linkami z Depa Hostivař i z jižního a severního směru. Železniční spojení chybí.

### Automobilová doprava
Automobilové spojení Štěrbohol s ostatními částmi Prahy je velmi dobré. Oblast je napojena na hlavní pražské silniční tahy – především Jižní spojkou a Průmyslovým polookruhem (Průmyslová ulice). Na území Štěrbohol se také nachází křížení těchto dvou významných silnic – jedna z největších pražských křižovatek (Černokostelecká, Kutnohorská, Průmyslová, Jižní spojka, Štěrboholská radiála).

## Sousedící městské části
- Dolní Počernice
- Hostavice
- Kyje
- Malešice
- Hostivař
- Dolní Měcholupy
- Dubeč

## Fotogalerie

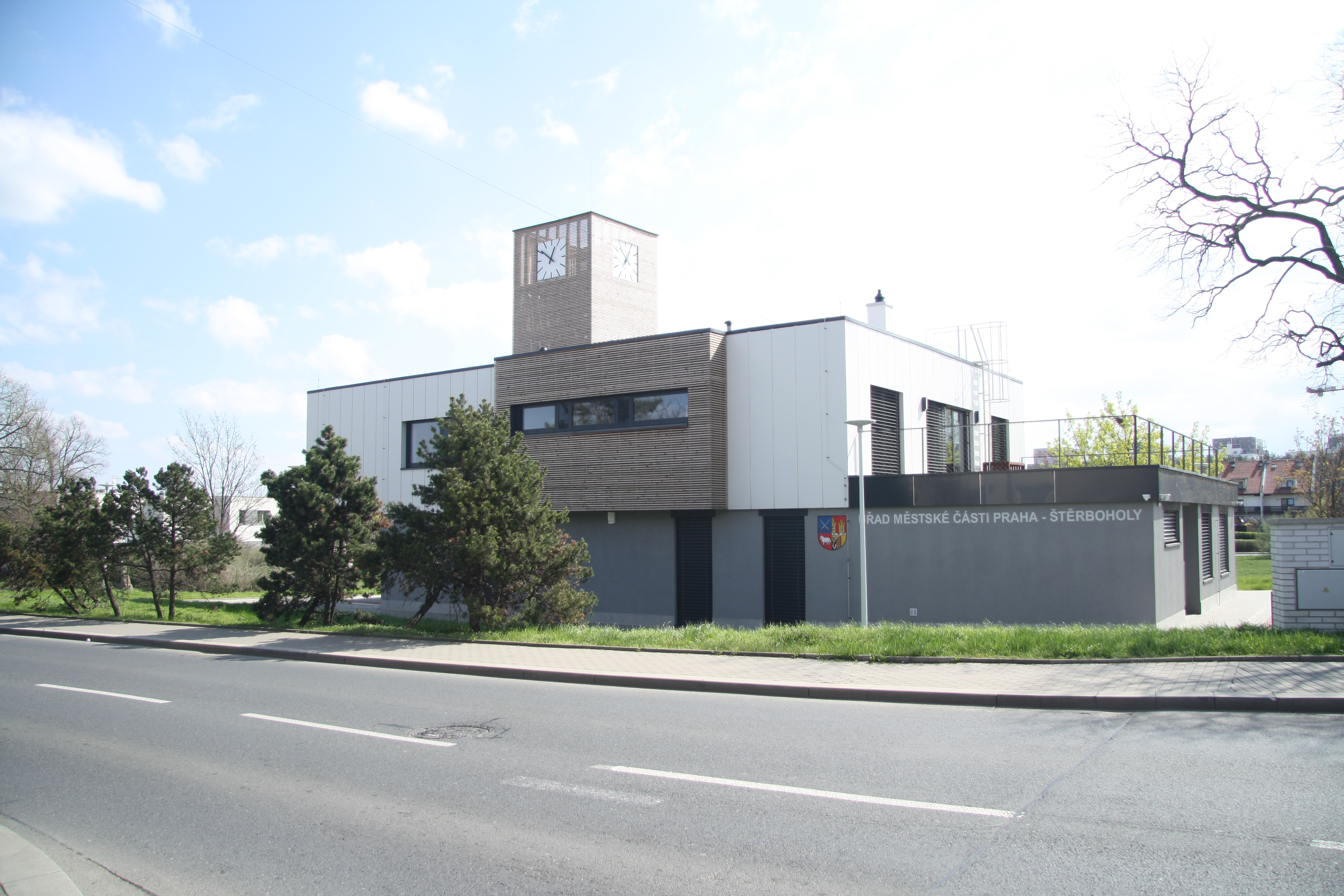
Radnice MČ Praha Štěrboholy
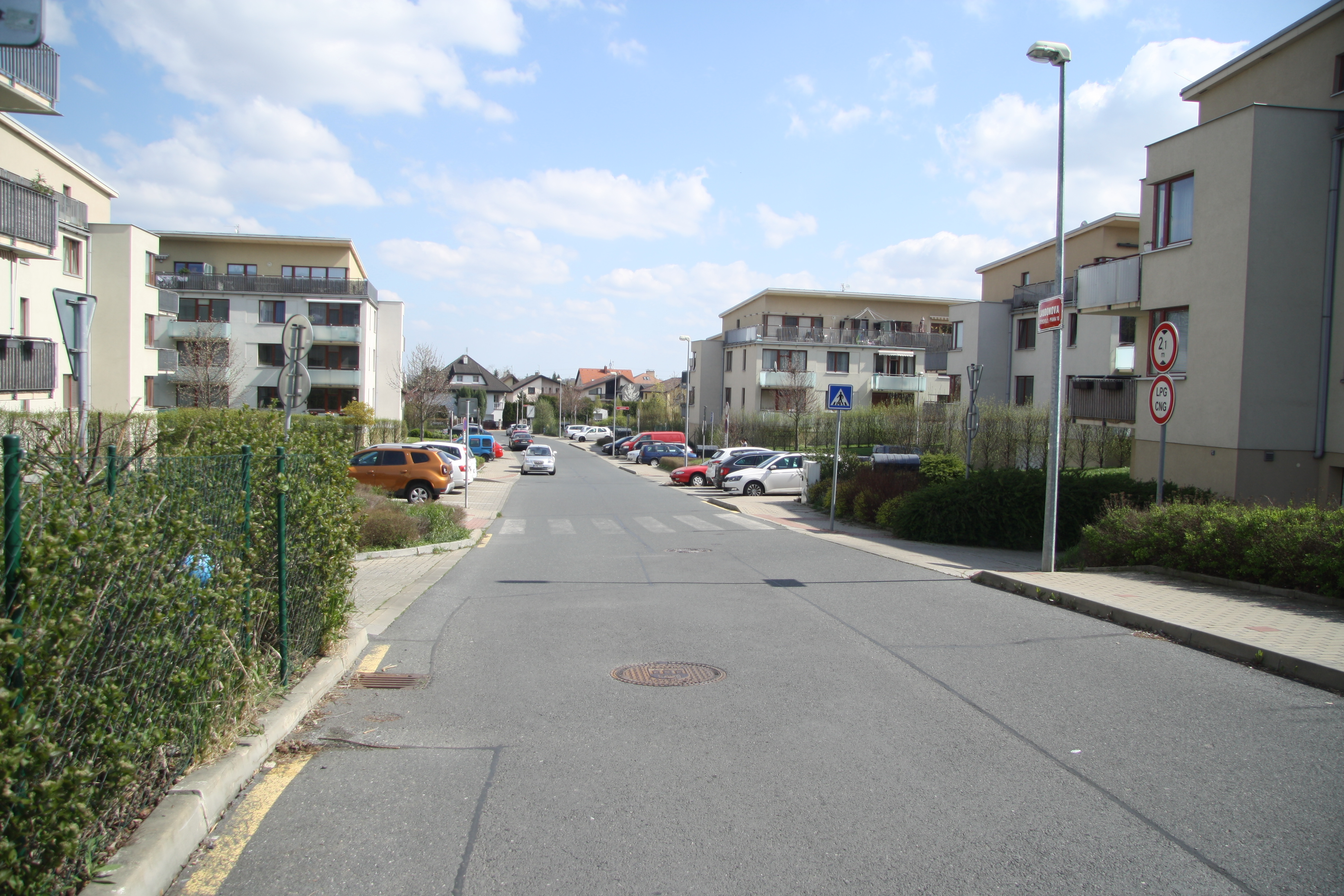
Laudonova
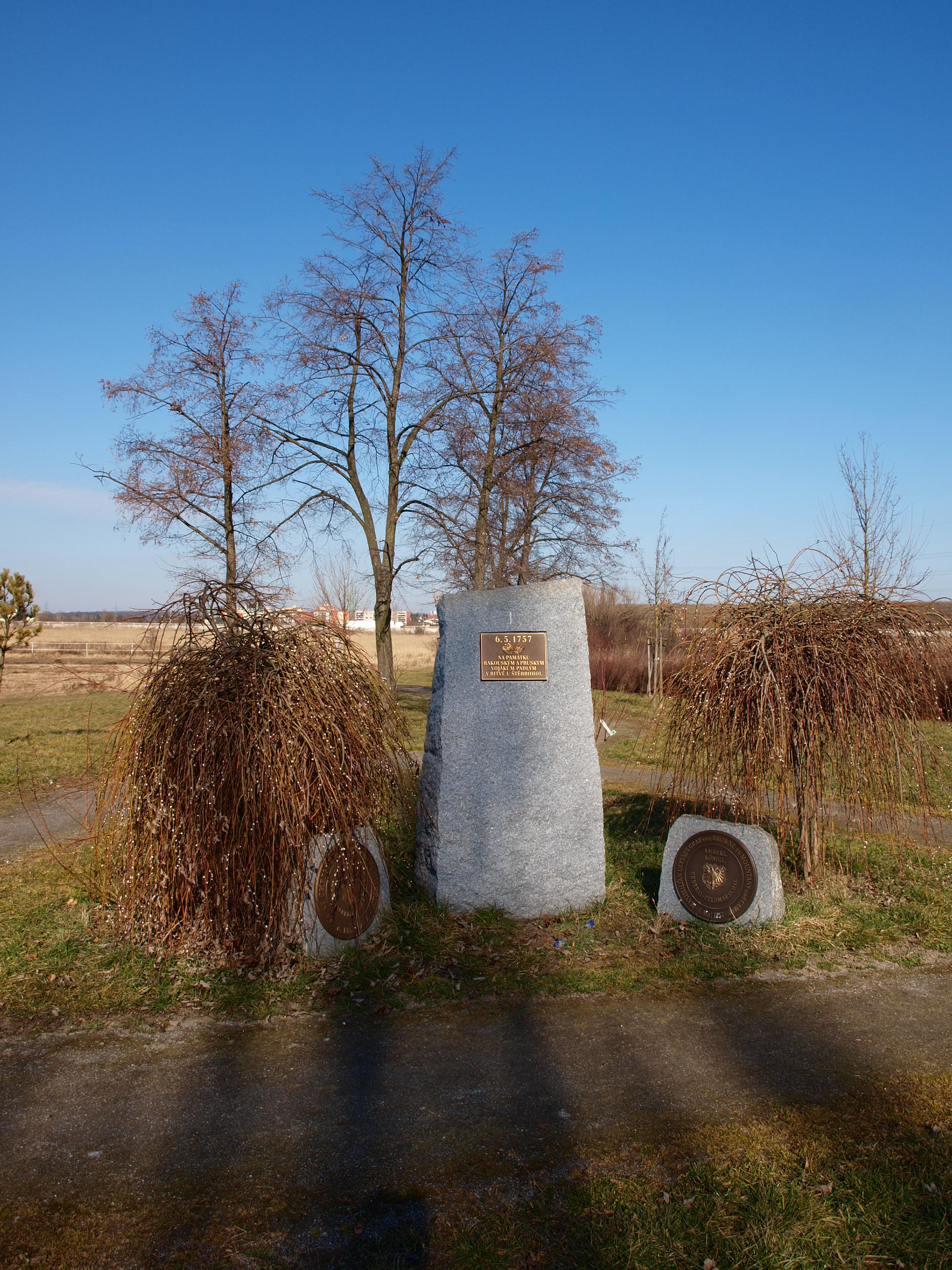
Památník na bitvu r.1757
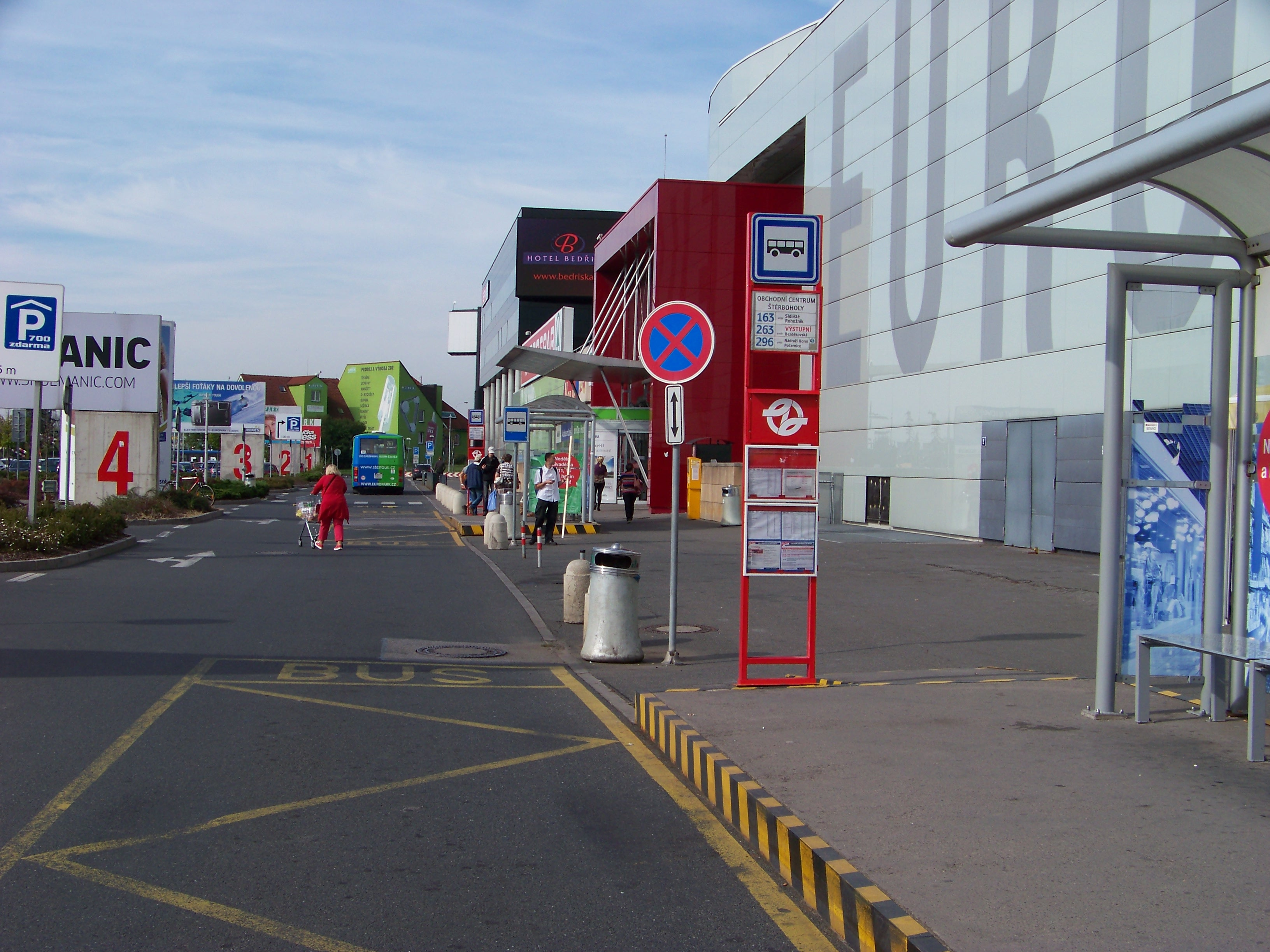
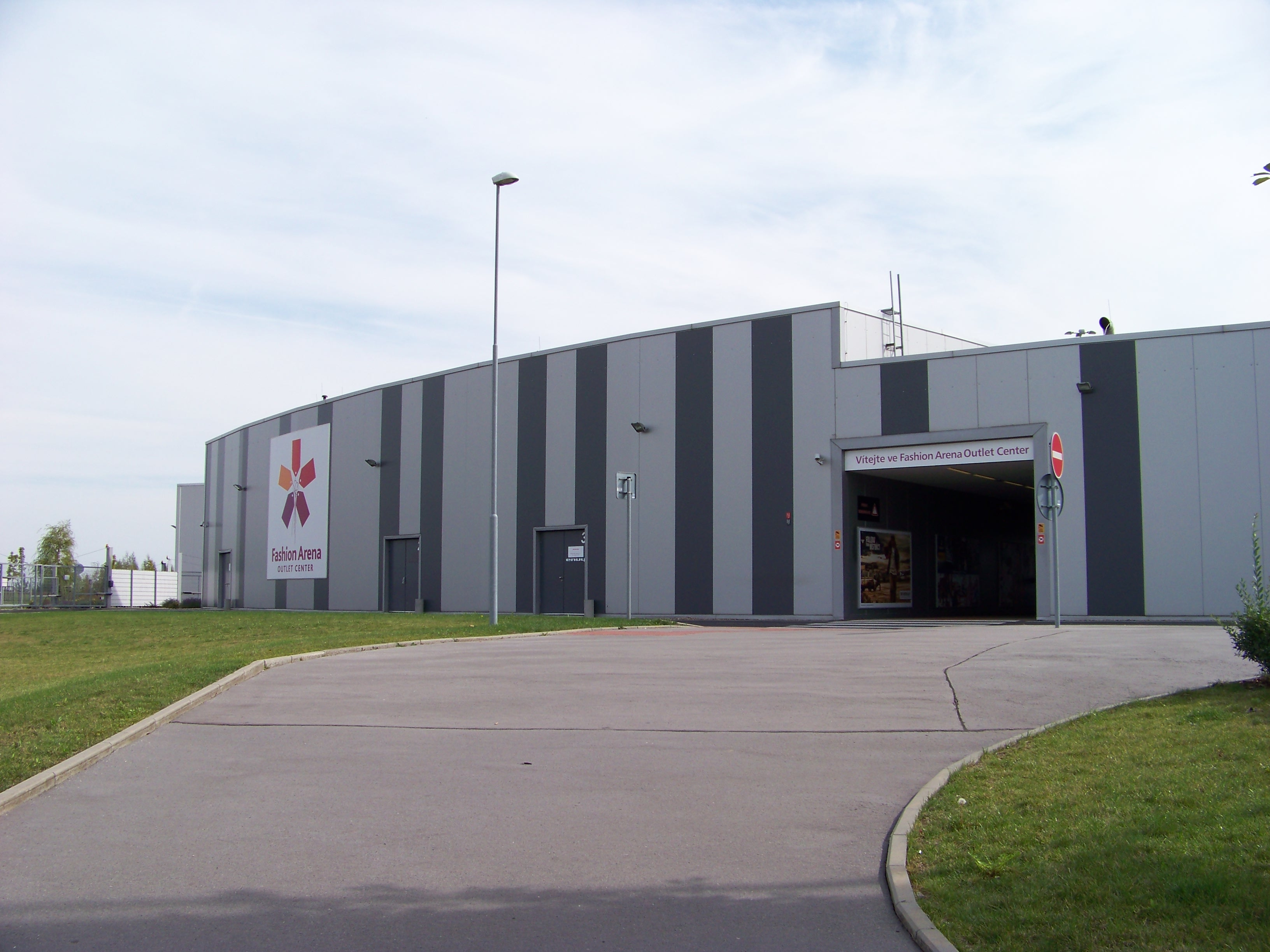
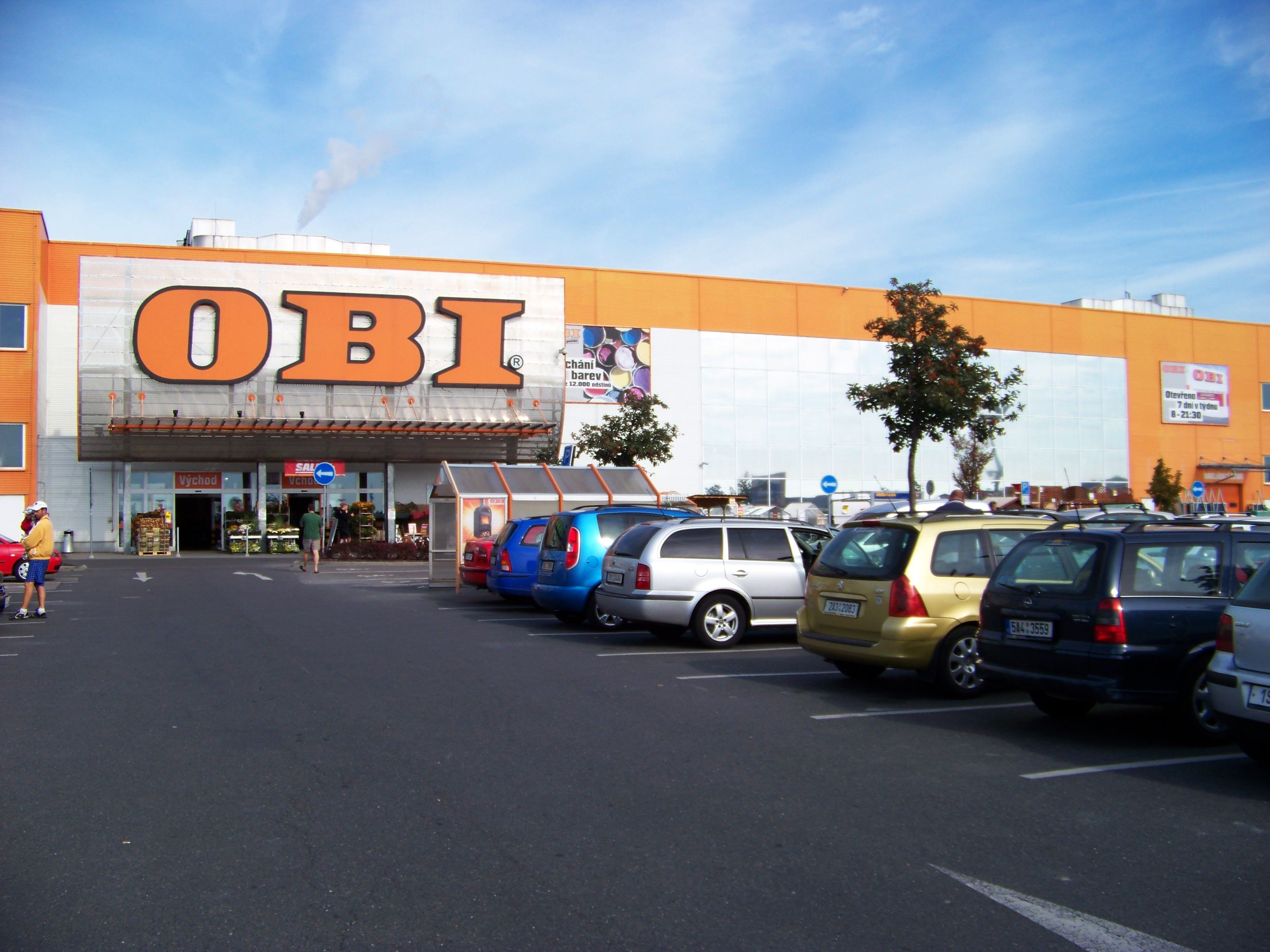
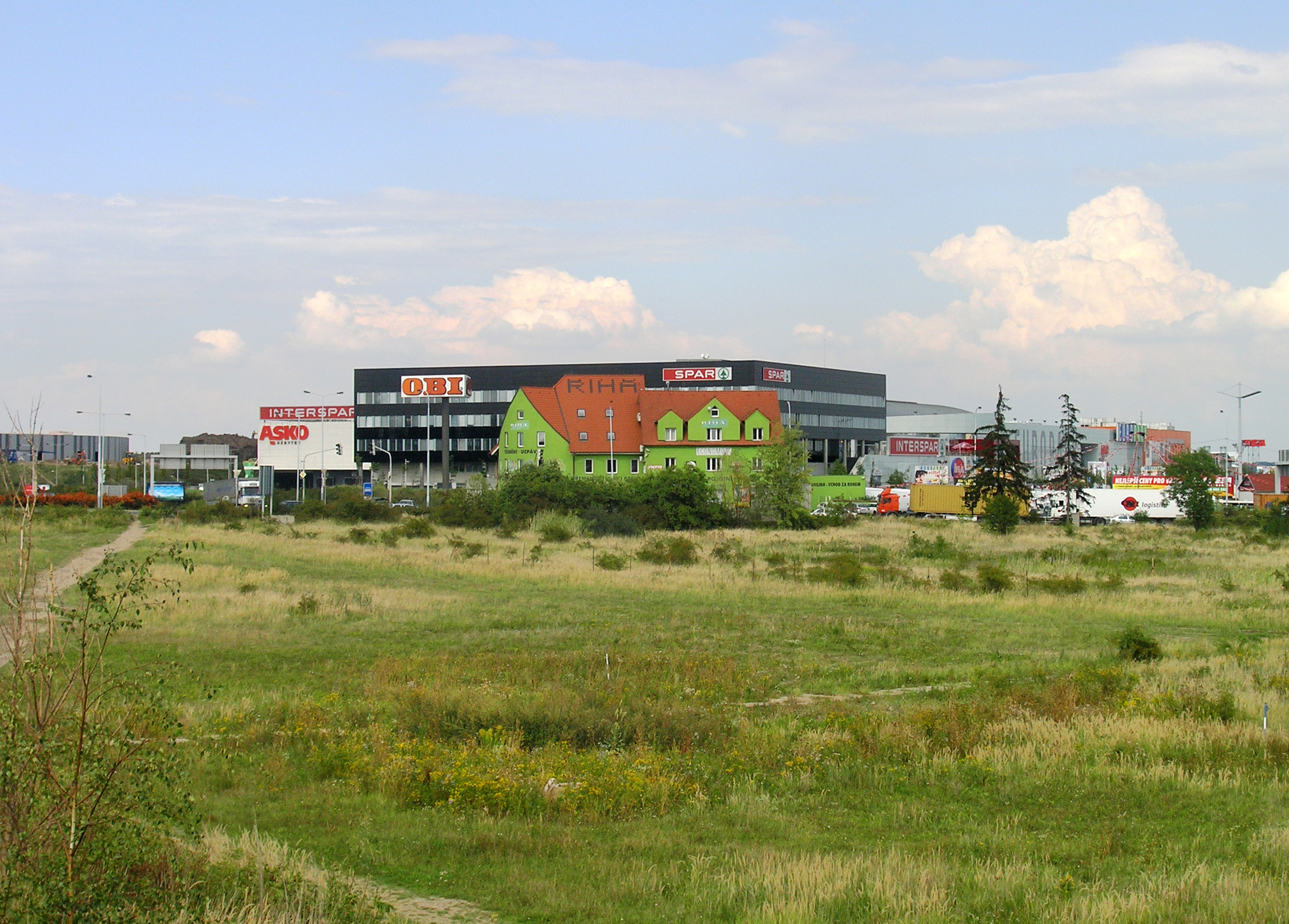
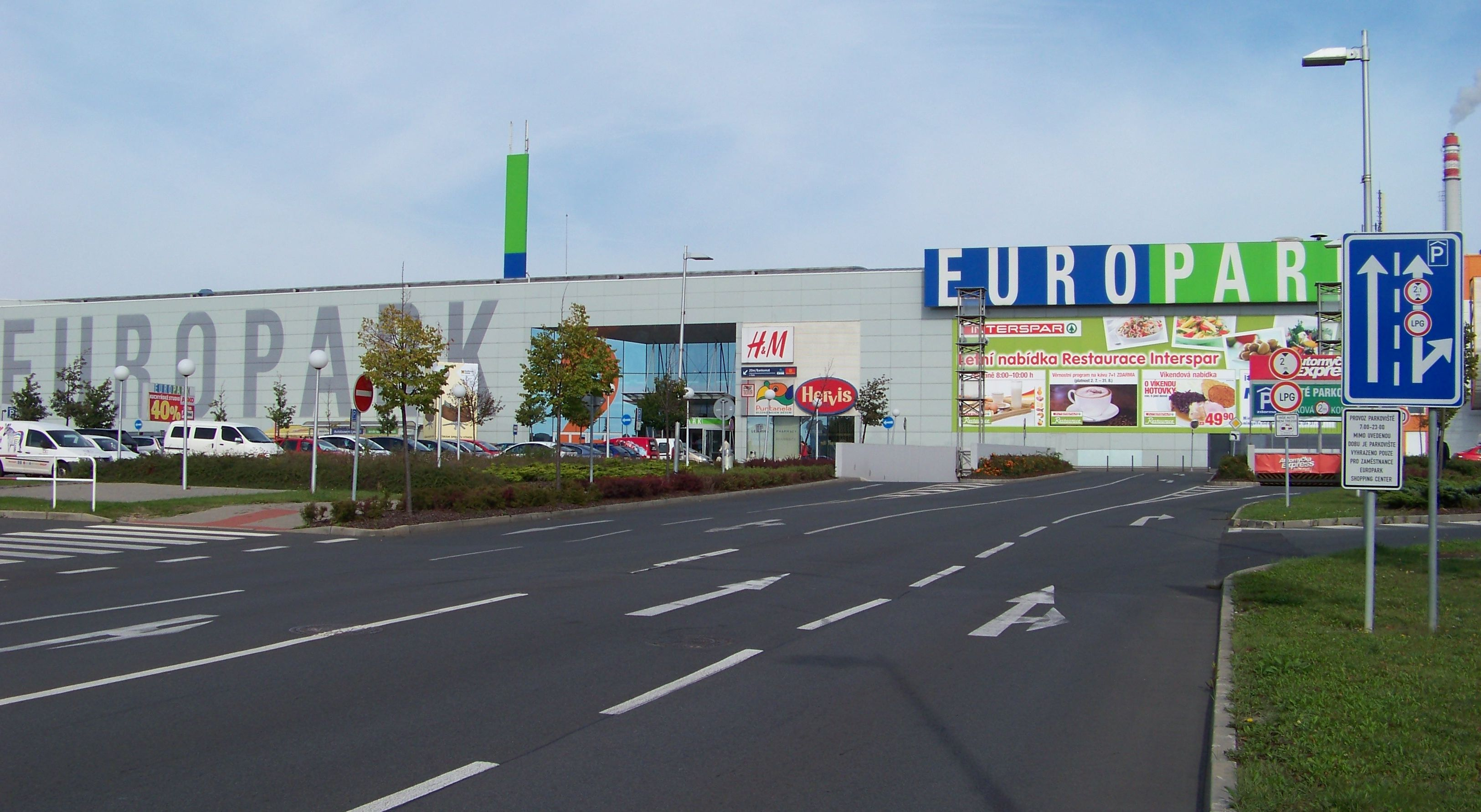
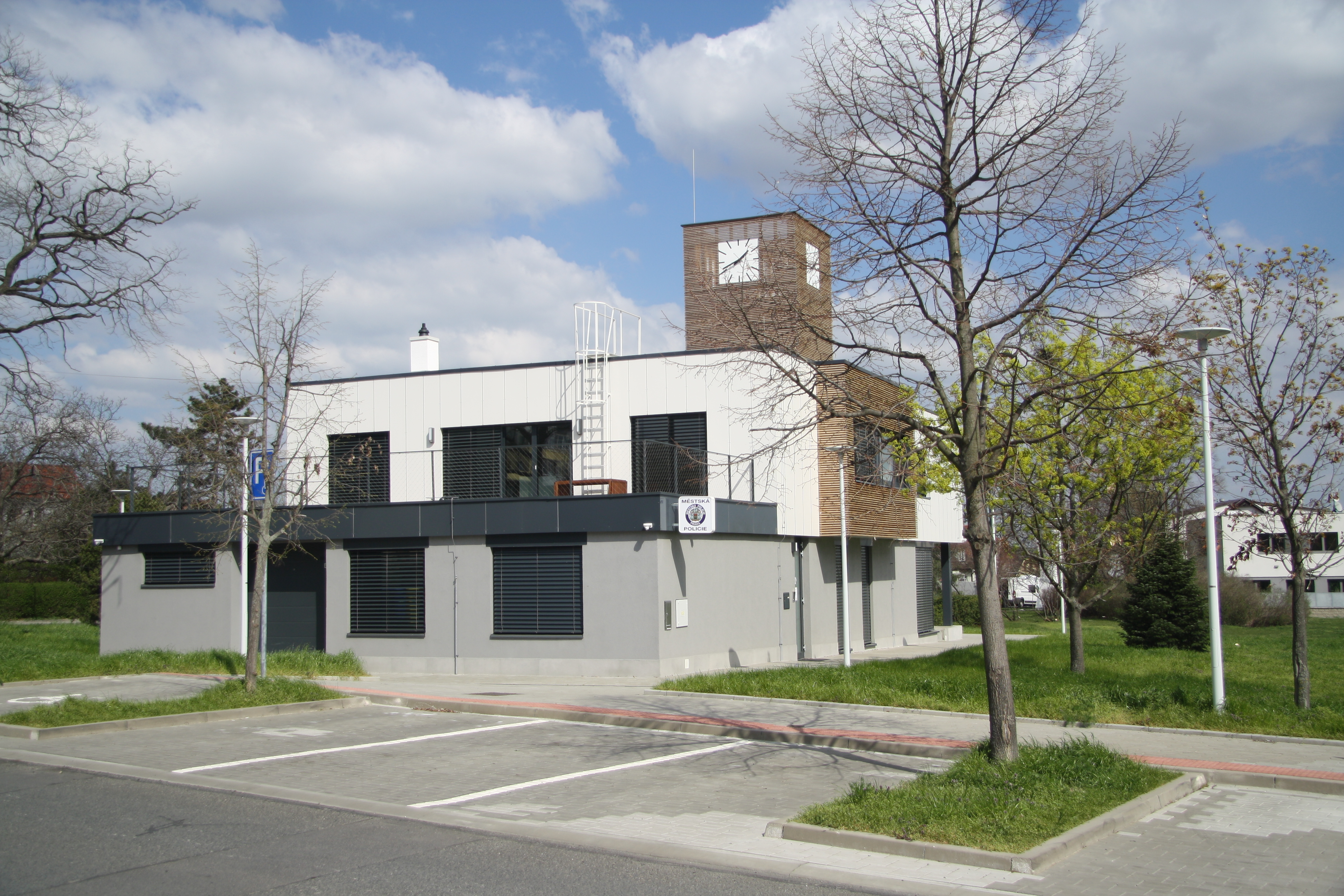
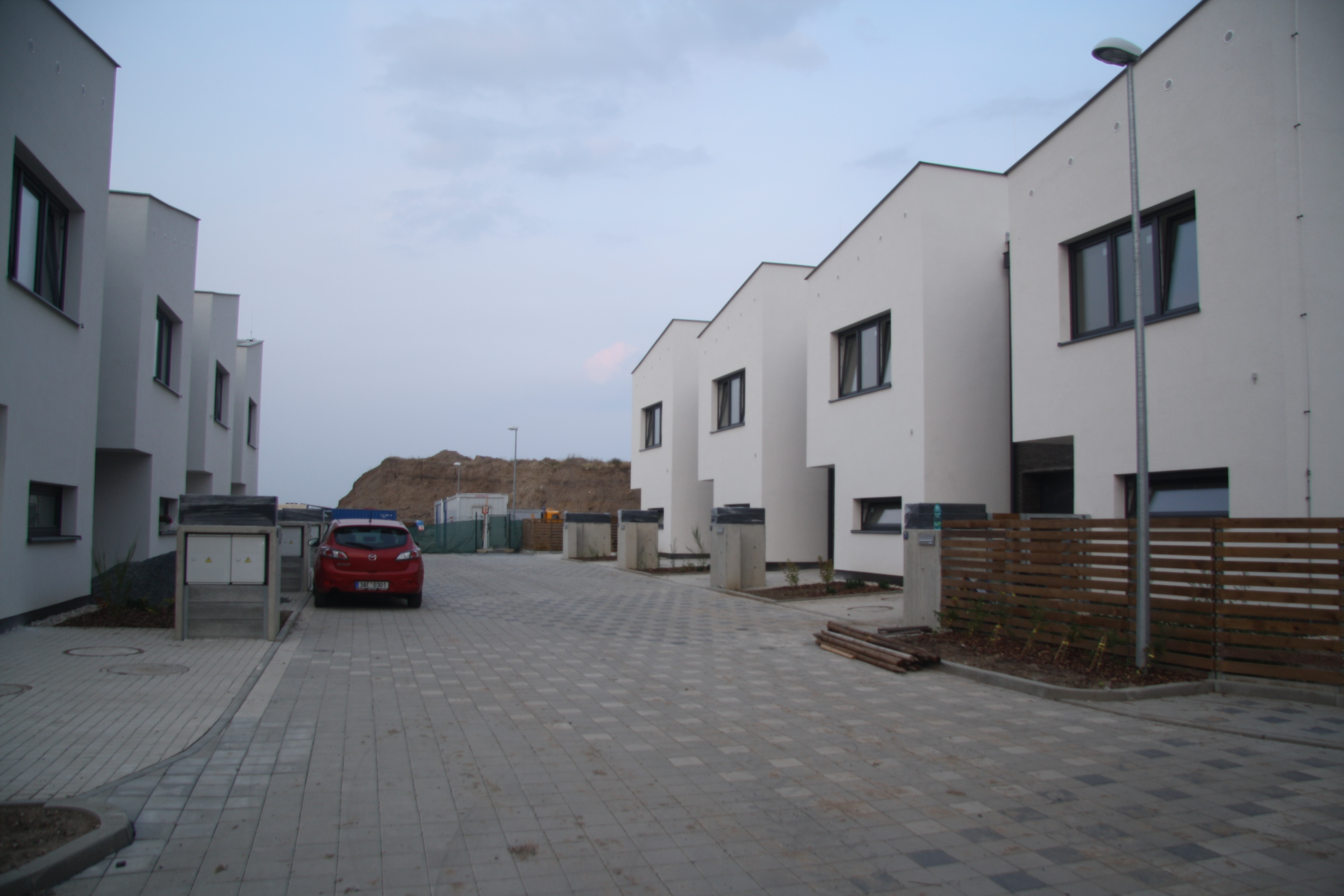
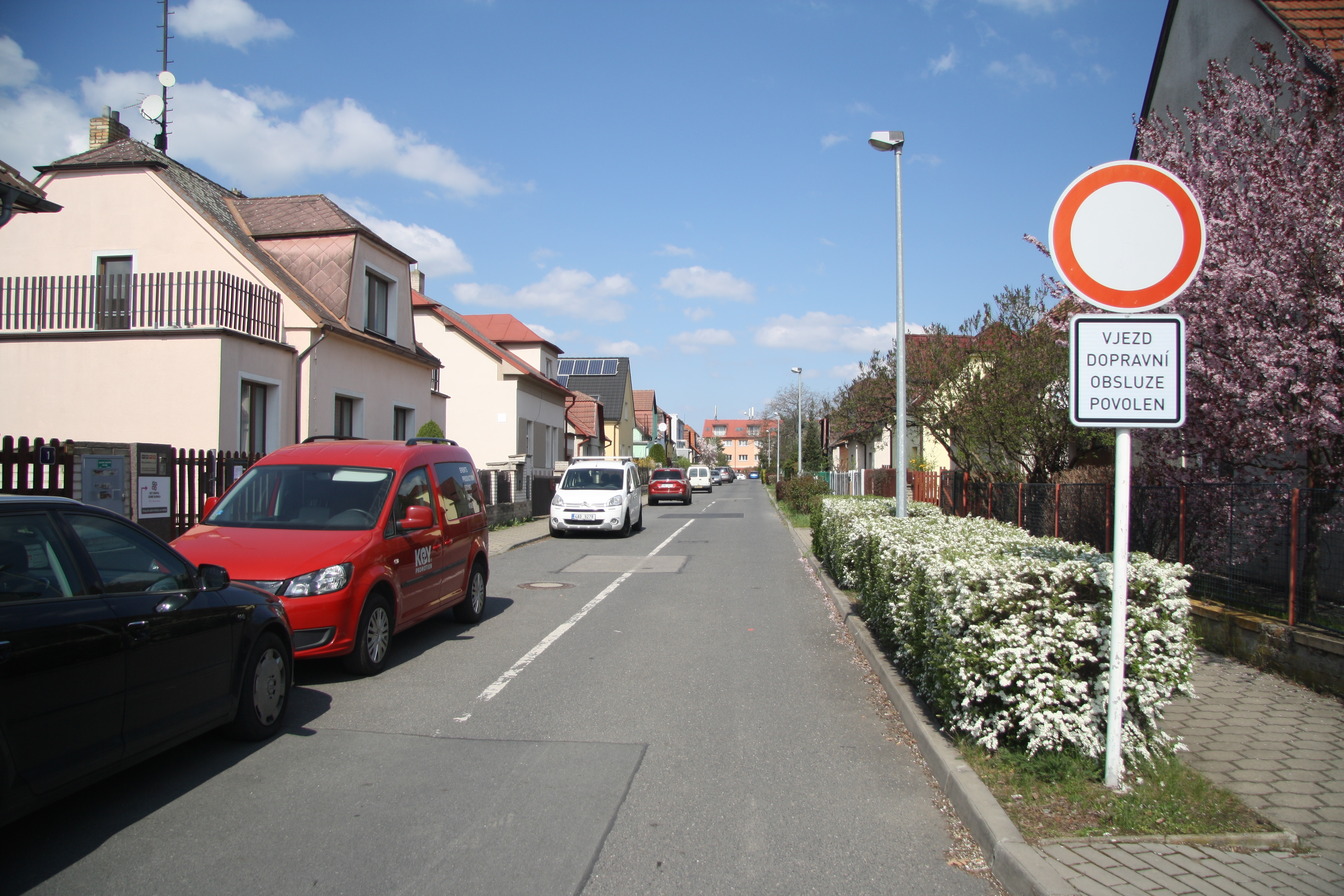
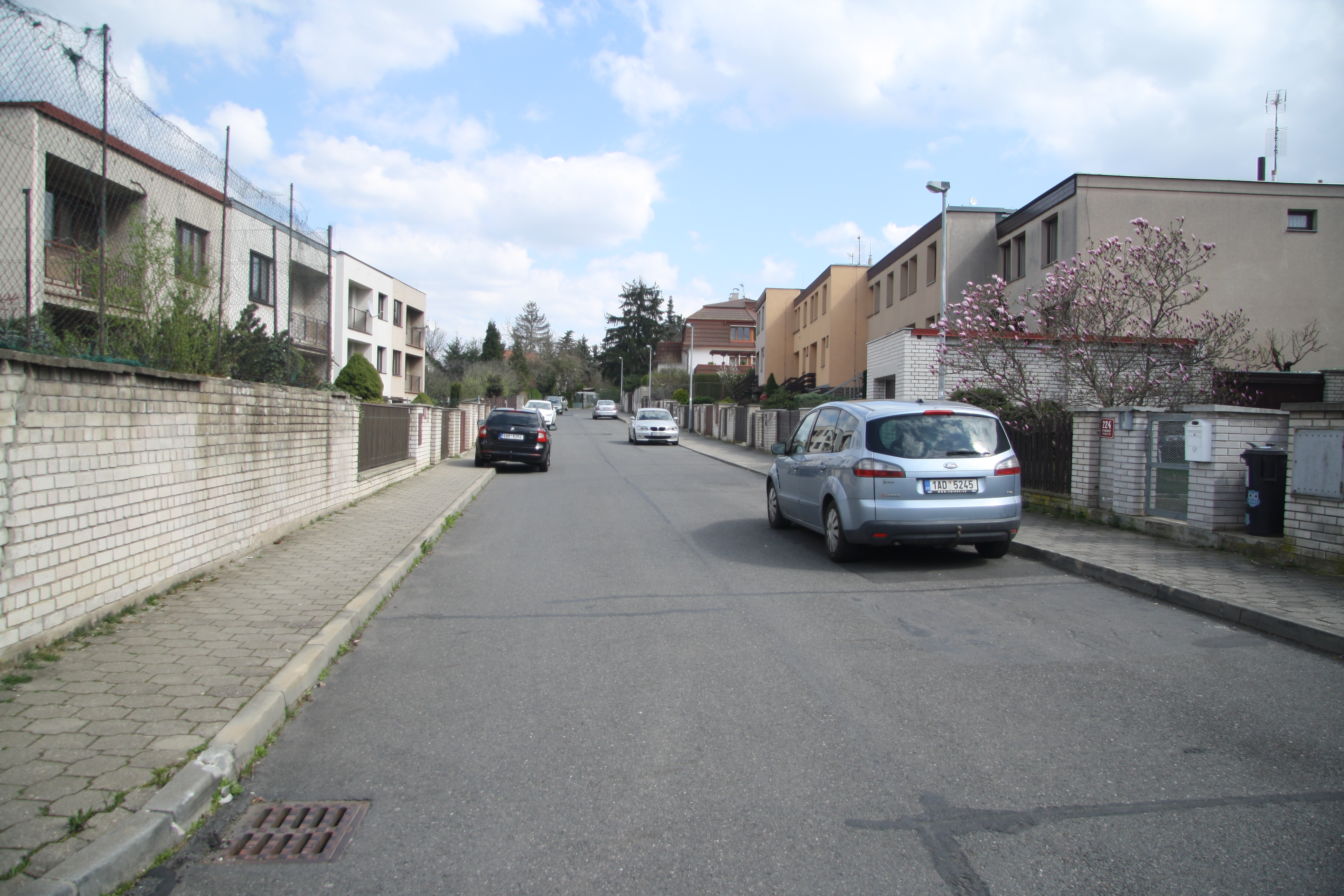
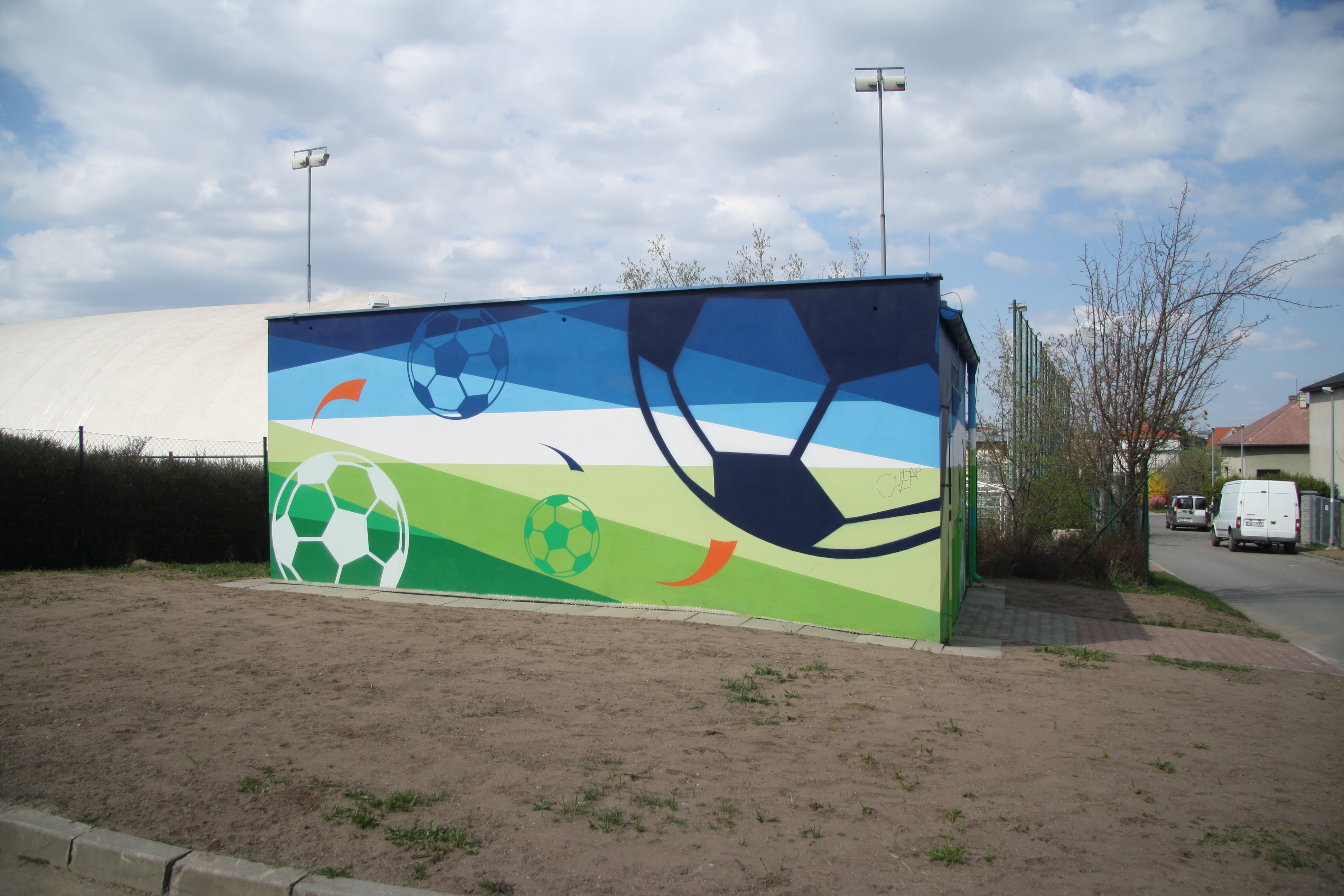
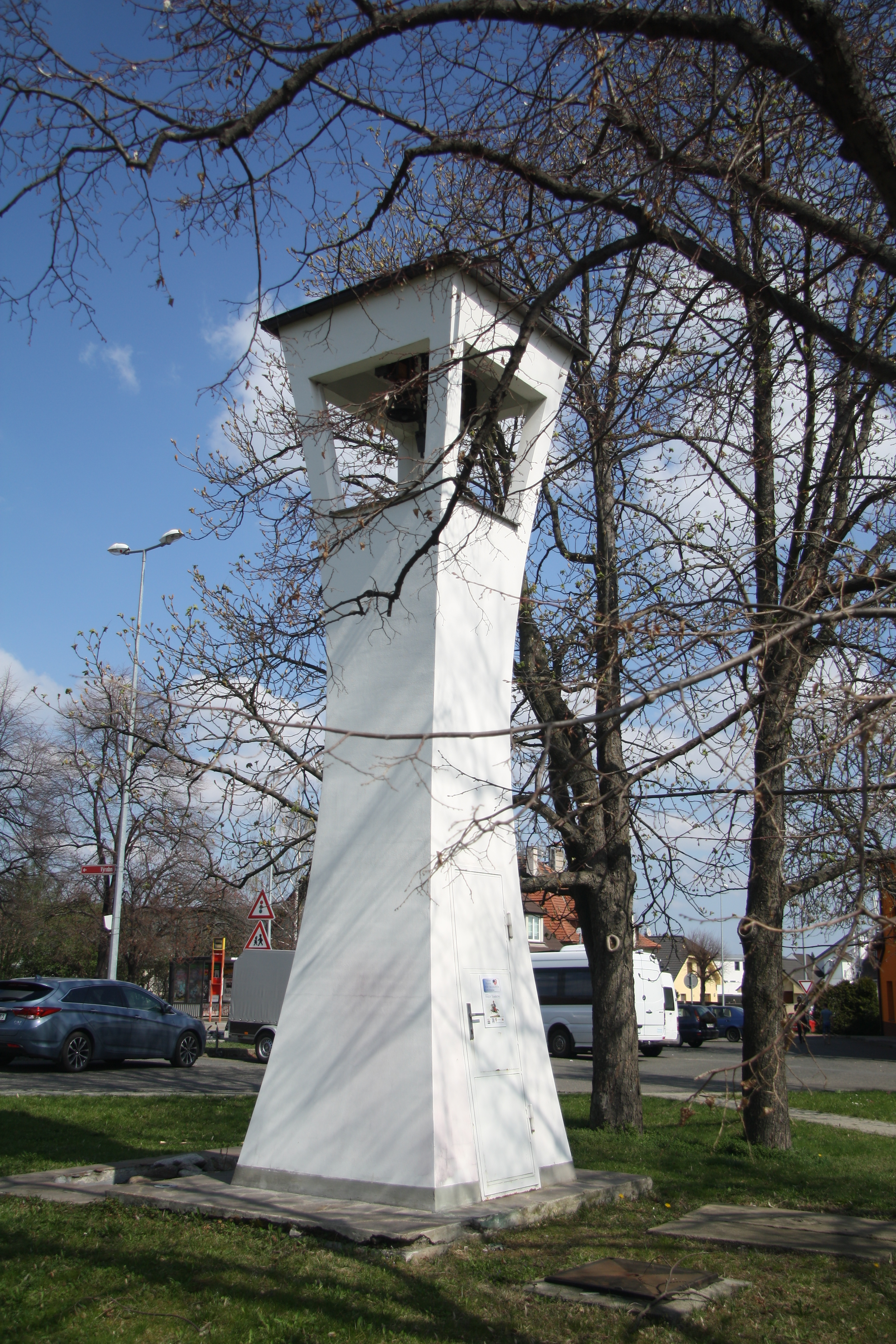
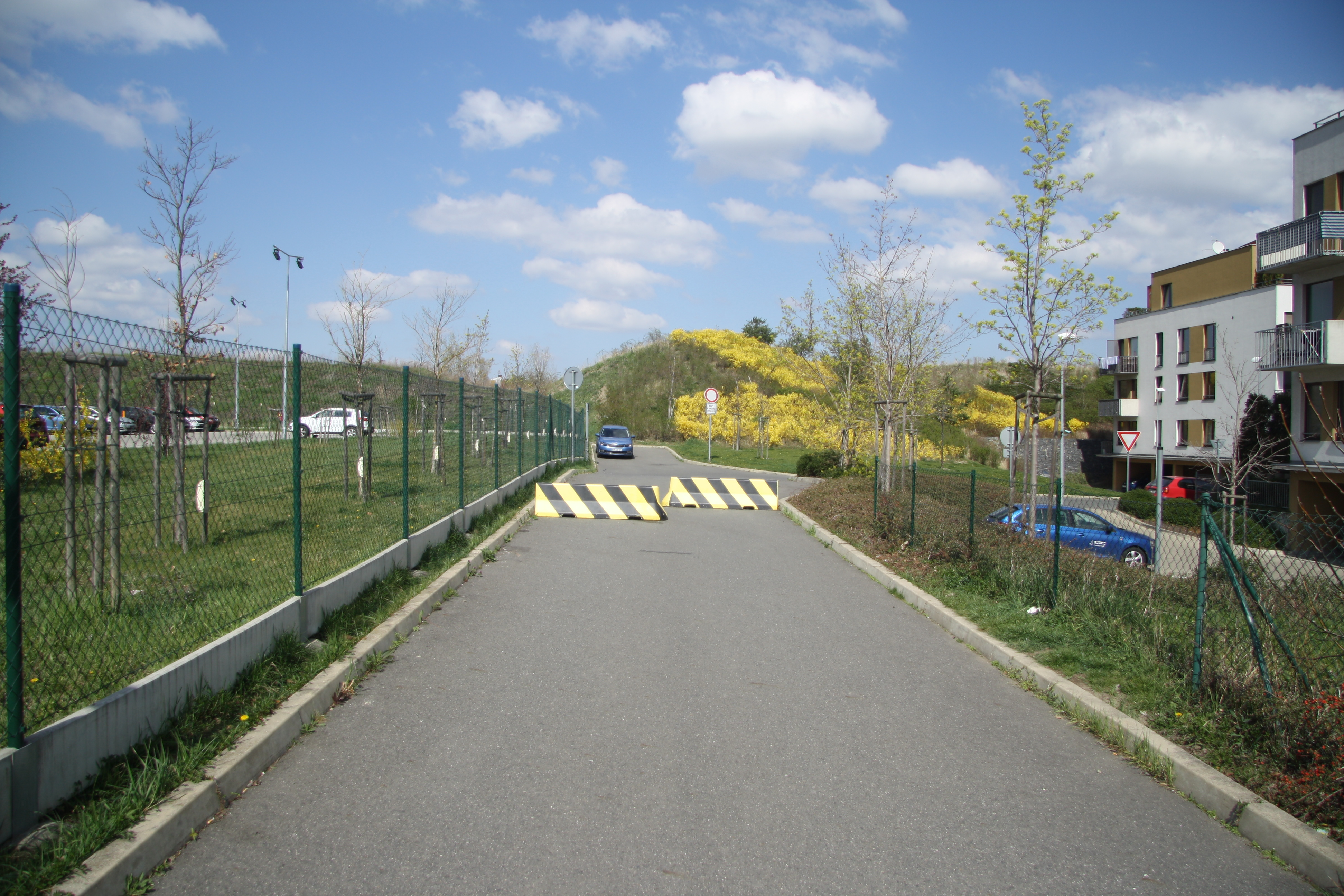
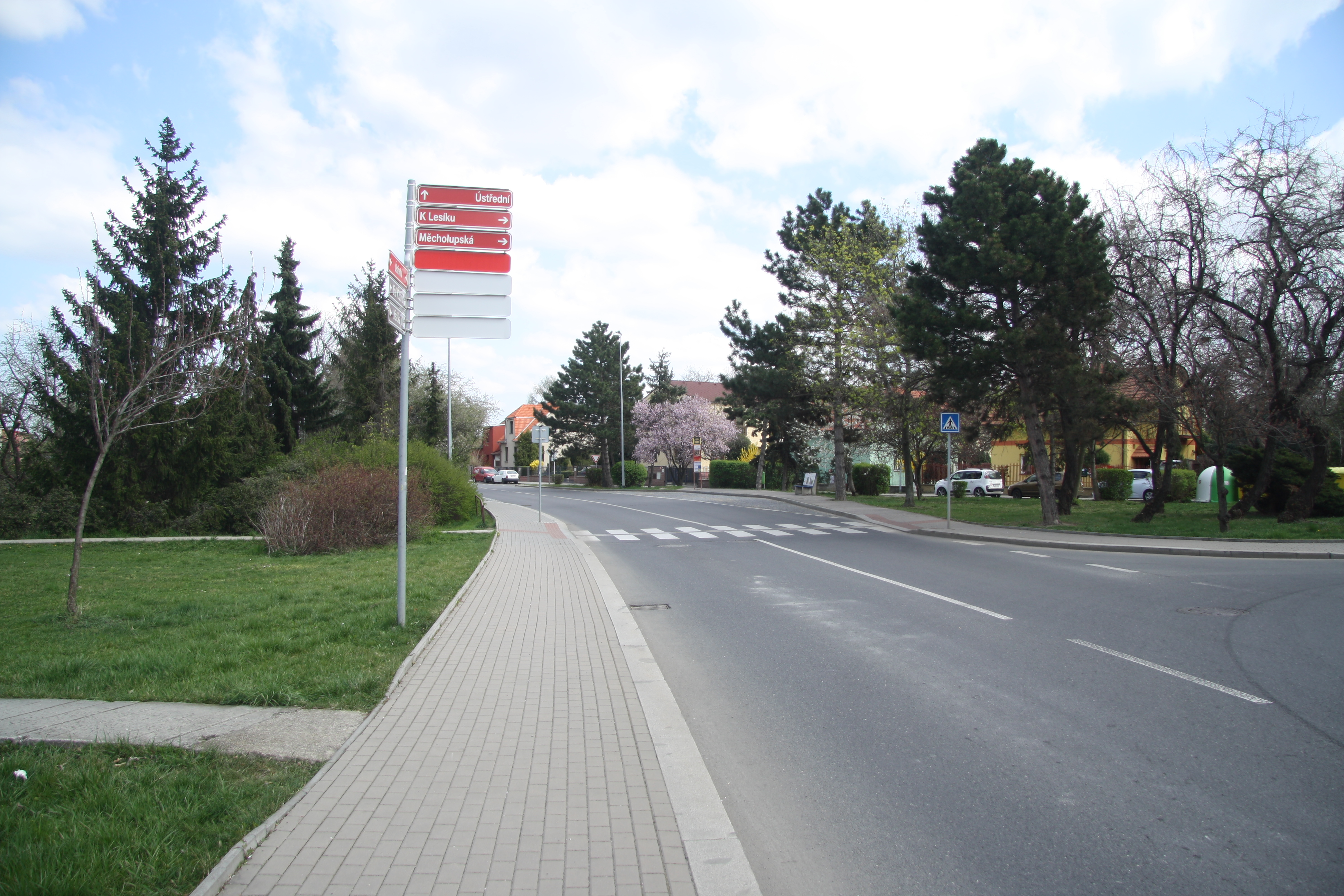
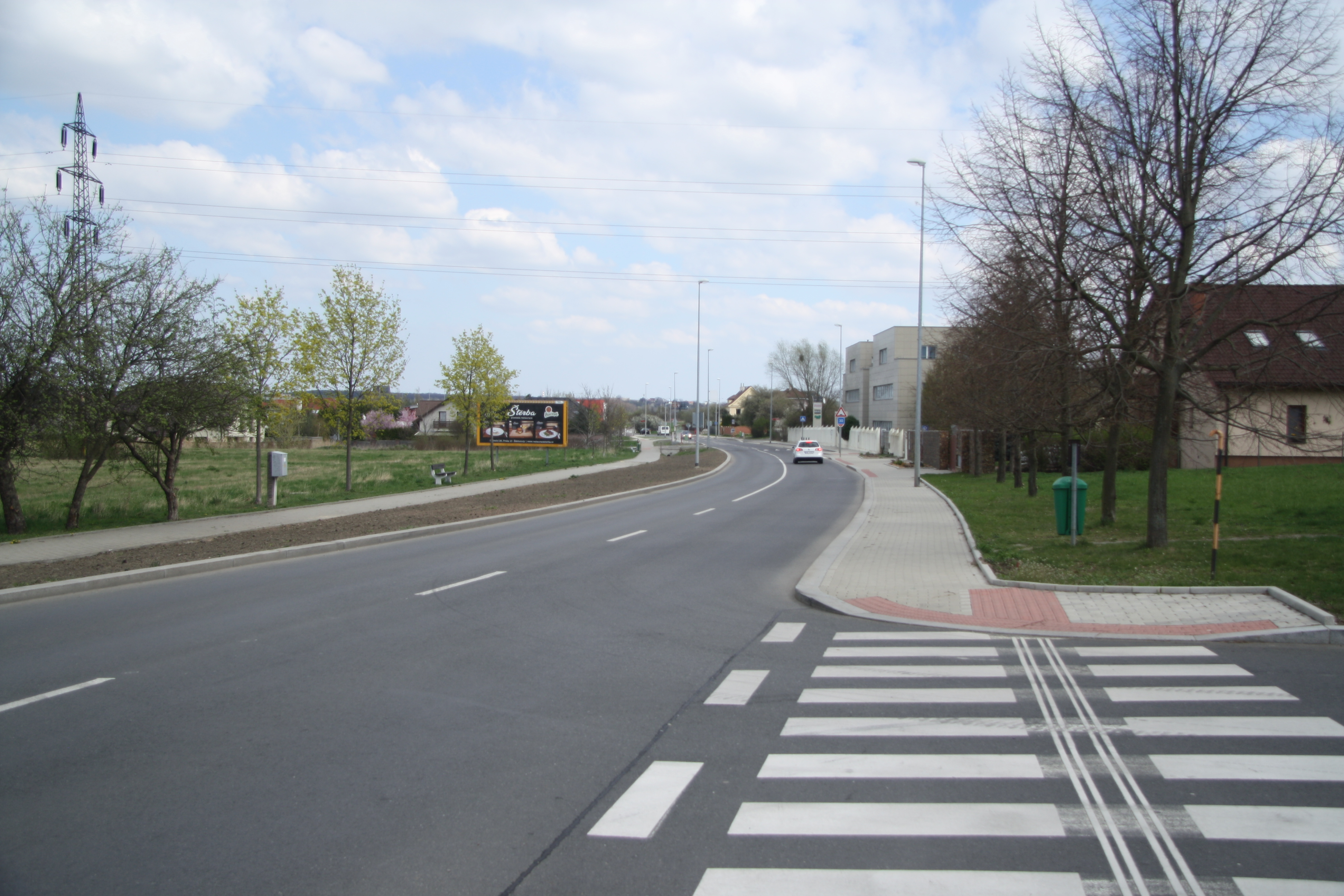
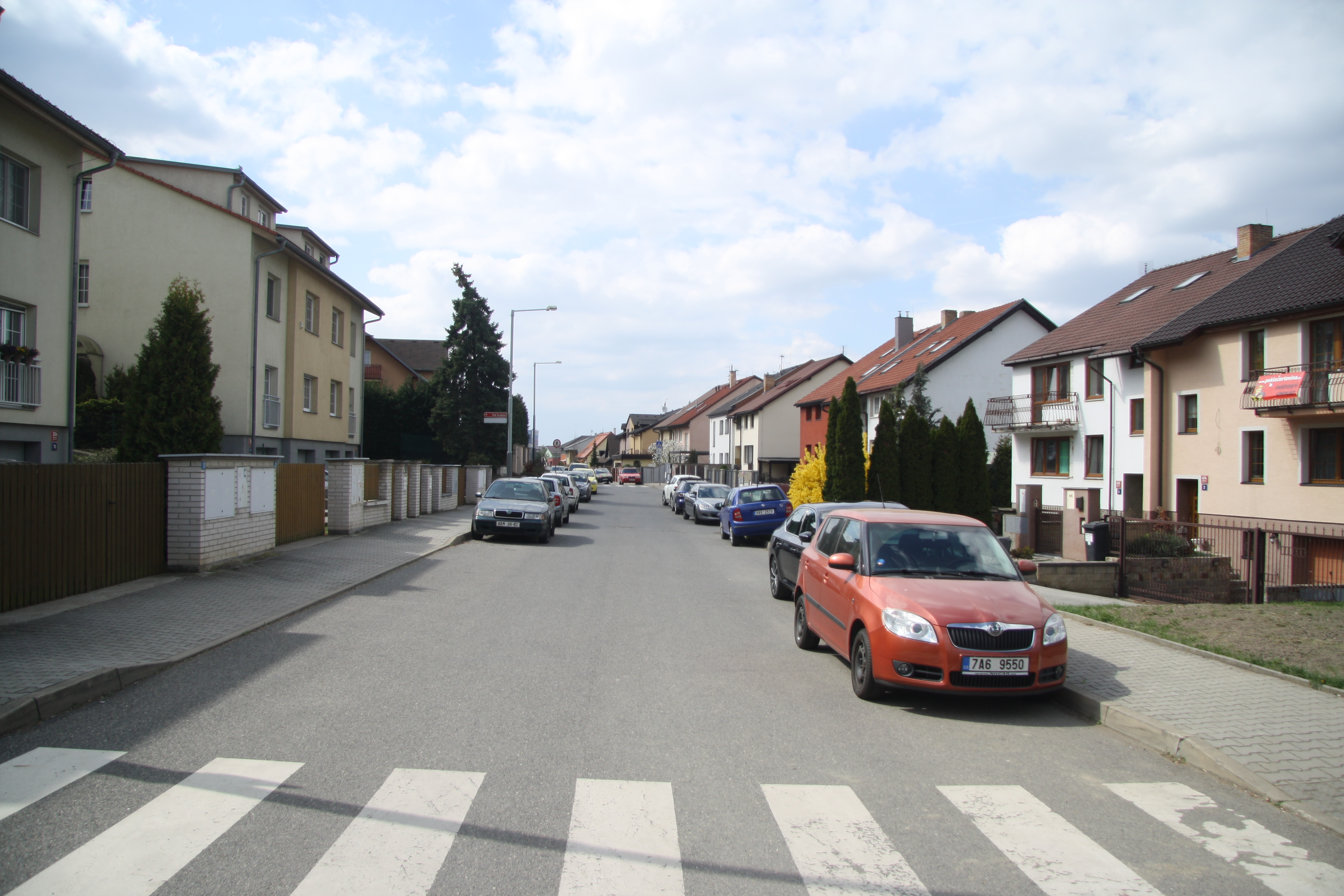
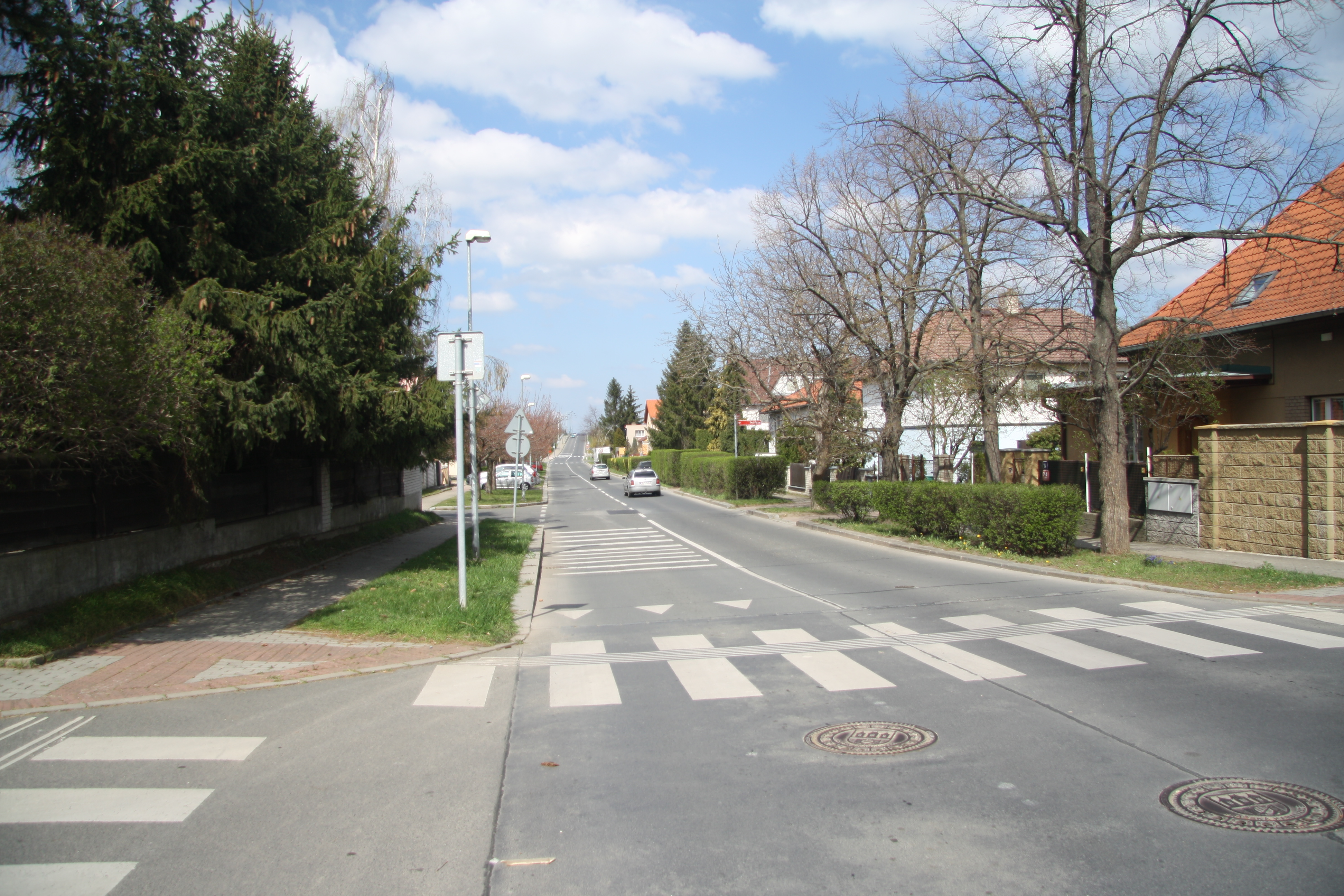
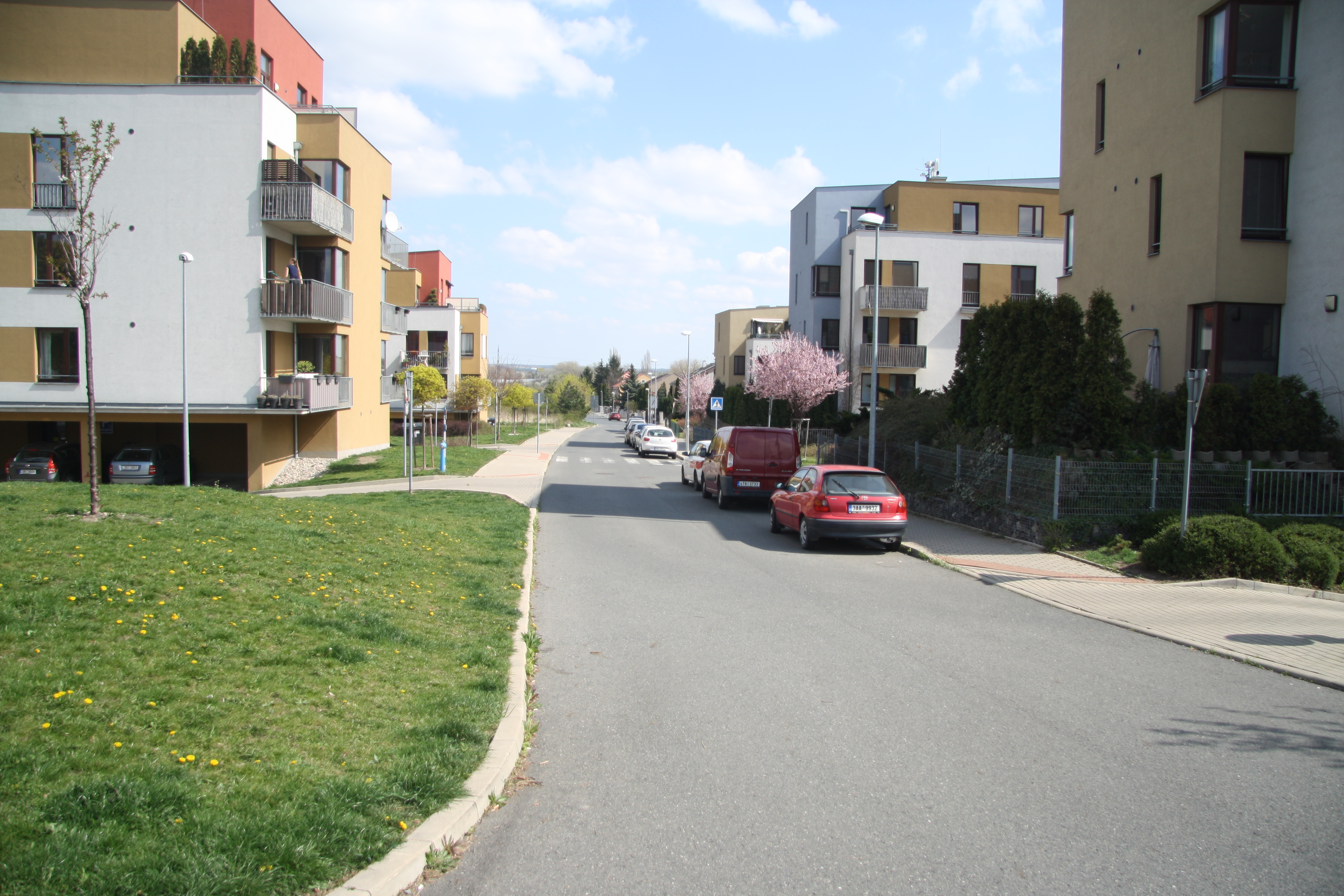